# لنز کانن تی‌اس-ئی ۱۷میلی‌متر
لنز کانن تی‌اس-ئی ۱۷میلی‌متر (به انگلیسی: Canon TS-E 17mm lens) نام لنز دوربین عکاسی از نوع اصلاح پرسپکتیو است که توسط شرکت کانن تولید می‌شود. فاصلهٔ کانونی این لنز ۱۷ میلی‌متر، دیافراگم آن دارای ۸ تیغه و ضریب اف آن اف ۴ تا اف ۲۲ است. این لنز در ۲۰۰۹ میلادی تولید و عرضه شده‌است.